# Renold Quade
Renold Quade (* 1961 in Düren) ist ein deutscher Dirigent und Posaunist.

## Biographie
Renold Quade besuchte das Gymnasium am Wirteltor in Düren und erhielt seine erste musikalische Ausbildung an der Musikschule Düren. Nach dem Abitur studierte er an der Musikhochschule Köln unter anderem bei Branimir Slokar und Jiggs Whigham und an der Bundesakademie Trossingen bei Hans-Walter Berg.
Quade ist als Bereichsleiter in der Musikschule Düren aktiv. Neben seinen Verwaltungstätigkeiten gibt er Unterricht und leitet mehrere Ensembles, darunter das Sinfonische Blasorchester der Musikschule Düren. Er war von 1995 bis 2024 Dirigent des Landesblasorchesters Nordrhein-Westfalen, mit dem er eine Konzerttournee durch die Volksrepublik China im Jahr 2002 unternahm.
Quade wirkt außerdem als Seminarleiter für Dirigentenausbildung an der Landesmusikakademie NRW in Heek-Nienborg. Er ist Wertungsrichter bei nationalen und internationalen Musikwettbewerben. Er saß bei „Jugend musiziert“ und Entscheidungen im Rahmen des Deutschen Orchesterwettbewerbes in der Jury.
Renold Quade ist stilistisch auch im Bereich der Big-Band-Musik verhaftet. Mit der von ihm gegründeten Big Band Take-Off war er mehrere Jahre auf Tournee und produzierte unter anderem die Show „Musical Highlights“.
Quade ist Begründer und Leiter des Blechbläserensembles Eifelbech sowie des Posaunenquartetts der Musikschule Düren. Er veröffentlichte Artikel in Fachzeitschriften und Studien zur Orchesterleitung.
Er lebt in Heimbach (Ortsteil Blens) im Kreis Düren.